# Премьер-министры провинций и территорий Канады
В Канаде глава правительства провинции или территории называется премьер-министром. В настоящее время работают 10 провинциальных и 3 территориальных премьер-министра.

## Наименование
По-французски главу правительства именуют premier ministre, будь то федеральный или провинциальный премьер-министр. По-английски провинциальных премьер-министров именуют Premier, чтобы не путать этот пост с федеральным премьер-министром (Prime Minister). Раньше в английском языке оба термина были равноценны (как они равноценны и в настоящее время в других странах, в том числе в Соединённом королевстве, где премьер-министра иногда называют премьером); теперь для общего англоязычного обозначения всех премьер-министров в Канаде используют термин first ministers. Правительство Квебека по-прежнему использует термин Prime Minister для обозначения провинциальных премьер-министров в английских официальных версиях своих документов.
В русском языке официальным термином, обозначающим глав правительств Канады любого уровня, является «премьер-министр». Термин «премьер» является неофициальным, используется в СМИ и разговорной речи, но имеет сниженное стилистическое звучание.

## Роль
В десяти провинциях Канады премьер-министр обычно является главой политической партии, занявшей наибольшее число кресел в законодательном органе, хотя за всю историю из этого правила было несколько исключений, последнее из которых имело место после онтарийских выборов 1985. Официально премьер-министр назначается лейтенант-губернатором, представляющим как корону, так и федеральное правительство.
Премьер-министры назначают совет министров и издают законы в законодательном органе, в котором они заседают в качестве депутатов.
Провинциальные премьер-министры обладают широкими полномочиями в канадской конфедерации, особенно по отношению к федеральному правительству. Они остаются самыми эффективными представителями провинциальных интересов перед федеральным правительством, принимая во внимание, что строгая партийная дисциплина и другие факторы сокращают провинциальное представительство в парламенте Канады. Этот факт признаётся на ежегодных конференциях премьер-министров, в ходе которых федеральный премьер-министр встречается с 10 провинциальными премьер-министрами для обсуждения федерально-провинциальных отношений. В Мич-Лейкском соглашении предлагалось сделать эти встречи официальными по конституции, а некоторые провинциальные премьер-министры даже предлагали, чтобы эти встречи стали официальной ветвью правительства, действующей в законодательном процессе (см. Совет федерации).
Три территории Канады также имеют премьер-министров, хотя они формально называются «главами правительства». Премьер-министр территории Юкон назначается обычным способом, а премьер-министры Нунавута и Северо-Западных территорий выбираются из избираемых беспартийных территориальных советов.